# Мезек
Мезек е село в Южна България. То се намира в община Свиленград, област Хасково.

## География
Село Мезек е разположено на равнинен терен с надморска височина от ок. 170 m в Тракийската низина в подножието на Източните Родопи. Намира се на 10 km западно от общинския център Свиленград и на 60 km югоизточно от областния център Хасково.
На 4 км от селото се намира Кралимарковия камък.

## История
Мезек е основано на 2 км източно от сегашното му местоположение в местността Орехите (старо име: Юртището) по сведения на стари хора от селото. В миналото селото се нарича Музак, което по превод на Богдан Филов означава музей. По това време селото се състои от 800 – 1000 къщи. Бива обект на чести нападения поради разположението му на натоварен път, който свързва Централна Европа и Близкия изток. Намерени останки в Мезек свидетелстват, че при едно такова нападение селото е било разрушено. След това разрушение селяните временно бягат от него и като се връщат, образуват ново село по източните склонове на Източните Родопи. Датата на преименуването на Музак в Мезек не е известна.
Разкритите две тракийски гробници, популярната до селото и куполната под връх Шейновец, както и внушителната средновековна крепост в близост дават основание за предположения, че районът е обитаван от древността, но точни сведения за възникването на Мезек няма.

## Забележителности

### Крепост Калето
Южно от селото, върху един от първите ридове планината Гората (Източни Родопи), се намира една от най-добре запазените и големи български крепости. Крепостта е средновековна и има запазени кули и високи крепостни стени, ограждащи площ от 7 дка. До нея се стига по удобен път и по маркирана пешеходна и вело-пътека. В ъгъл на крепостта е построен и прикрит бетонен военен бункер през 1940-те години.

### Гробница в Малтепе
През януари 1931 г. случайно е открита внушителната тракийска куполна гробница-мавзолей в могилата Малтепе, на 1 км източно от селото. Проучена е през лятото на същата година от професор д-р Богдан Филов и д-р Иван Велков и датирана в средата на IV век пр. Хр. Гробницата има голяма кошеровидна куполна камера, както и две пред-камери. До тях се стига по най-дългия коридор (дромос), в който е изложена постоянна холографска експозиция, пресъздаваща намерените в гробницата находки чрез огледално-рефлексни холограми.

### Гробница при Шейновец
Под връх Шейновец и на билото на планинския рид Гората (Св. Марина), на границата със землищата на с. Вълче поле и с. Малко градище се намира друга тракийска гробница (в община Любимец), чийто купол е изграден от застъпващи се квадри. Тя също е изследвана от проф. д-р Богдан Филов, наред с мезешката гробница. До гробницата се стига по асфалтовия път от с. Мезек за връх Шейновец, като при един ляв завой на пътя, по билото на планината се отклонява черен път вдясно, преминаващ в горска пътека.

### Връх Шейновец
Връх Шейновец в община Любимец е най-високият връх в планинския рид Гората (Св. Марина), първият дял на Източните Родопи, с надморска височина от 703,6 m. Върху самия връх има паметник на загиналите в Балканската война, а в подножието му – голяма ретранслаторна радио-телевизионна кула. Около върха личат останките на стара тракийска крепост. /В действителност Света Марина не е име на рид, а името на най-високия връх в планинският рид Гората. Височината на връх Света Марина е 710 м над морското равнище, т.е. с 6,4 м повече от връх Шейновец. В някои справочници връх Света Марина неправилно е упоменат като връх Глухите камъни. Глухите камъни е име на местност, в която се намира тракийско светилище/.[източник? (Поискан днес)]

### Вино
В непосредствена близост до с. Мезек се намира Винарска изба Катаржина Естейт, в която се произвежда вино с марката MEZZEK. В самото село също има малка бутикова винарна – винарна Мезек, където можете да опитате автентично местно вино. Това, и наличието на бунгала и ресторант, дава възможност за развитие на винен туризъм.

### Екопътека
През лятото на 2006 г. е маркирана екопътека от центъра на селото до връх Шейновец. Дължината ѝ е около 7 км. Около 6 часа са необходими за отиване и връщане.

## Личности
Родени в Мезек
- Димитър Ангелов, македоно-одрински опълченец, 2 рота на 5 одринска дружина[4]
- Филип Гълъбов, български революционер от ВМОРО, четник на Кръстьо Българията[5]